# Francisca Fernández-Hall
Pour les articles homonymes, voir Fernández et Hall.
Francisca Fernández-Hall Zúñiga, née en 1921 et morte en 2002, est une ingénieure et diplomate guatémaltèque.
Elle est la première femme à être diplômée de l'université de San Carlos de Guatemala, la première femme d'Amérique centrale à obtenir un diplôme d'ingénieur, la première femme à être admise à fréquenter l'Instituto Militar de Engenharia du Brésil.
Devenue diplomate, elle est la première ambassadrice du Guatemala.

## Biographie
Francisca Fernández-Hall Zúñiga naît en 1921 à Guatemala City, au Guatemala. Elle est la fille de l'écrivain Francisco Fernández-Hall et de Concepción Zúñiga Becker. Elle est d'une fratrie de cinq frères et sœurs, dont Alicia, Haroldo, María Teresa Fernández-Hall de Arévalo et Francisco Fernández-Hall, qui devient journaliste, enseignant au Colegio de San José de los Infantes, et qui a sert en tant que directeur du musée d'histoire et des beaux-arts.
Leur mère meurt en 1926, lorsque Francisca Fernández-Hall a cinq ans ; les enfants sont élevés par leur père, qui ne s'est jamais remarié.
Francisca Fernández-Hal entreprend des études supérieures et elle obtient un bachelor en sciences et lettres et une maîtrise en éducation avant de postuler à la faculté d'ingénierie de l'Université de San Carlos de Guatemala, où elle est rejetée. Au départ, elle voulait étudier le droit, mais ne pouvait pas répondre aux conditions d'admission.
Elle s'inscrit alors au département de mathématiques de l'université et, après avoir obtenu un score parfait à un examen trois mois plus tard, elle est finalement admise au programme d'ingénierie. Elle a la moyenne pondérée la plus élevée et obtient son diplôme en génie civil en 1947, la première femme de toute l'Amérique centrale à obtenir un diplôme en mathématiques et à obtenir un diplôme d'ingénieur de l'université de San Carlos de Guatemala,.
Elle remporte une bourse pour étudier l'ingénierie à l'Instituto Militar de Engenharia (Institut de génie militaire) à Rio de Janeiro, au Brésil, la première femme jamais acceptée ou à y assister, elle y obtient son diplôme en 1950, en génie de la construction.
Pendant qu'elle travaille à ses études d'ingénieur, Francisca Fernández-Hall commence à enseigner au Colegio Belga et à l'Instituto Normal Central para Señoritas Belén. Lorsqu'elle déménage au Brésil pour y poursuivre ses études, elle rejoint le service diplomatique extérieur et sert comme attachée culturelle à l'ambassade du Guatemala.
Après avoir obtenu son diplôme, Francisca Fernández-Hall poursuit une longue carrière diplomatique, représentant le Guatemala en Grèce, en Israël et au Costa Rica. Elle devient la première ambassadrice du Guatemala et elle est inscrite comme chargée d'affaires en Israël en 1956 dans l'annuaire du gouvernement.
Tout en servant comme ambassadrice en Israël en 1959, elle aide le musicien Jorge Sarmientos à lancer sa carrière internationale. En 1960, elle rencontre Golda Meir. Pendant son ambassade en Israël, elle est la doyenne du corps diplomatique étranger.
En 1975, Francisca Fernández-Hall est transférée ambassadrice au Costa Rica, où elle sert jusqu'en 1981.
Francisca Fernández-Hall meurt en 2002 ; elle est enterrée dans le cimetière général de la ville de Guatemala.

## Prix et distinctions
- Premio Unión y Labour (prix académique) de l'Université de San Carlos de Guatemala[1], 1947.
- Médaille d'honneur pour le mérite de l'Université de San Carlos de Guatemala, 1997.
- Ordre du Quetzal[17].
- Silver Crest du Conseil national des femmes du Guatemala, 2001[18].